# ボッカチオ'70
『ボッカチオ'70』（ボッカチオ ななじゅう、イタリア語: Boccaccio '70、フランス語: Boccace 70）は、1962年に製作・公開された、イタリア・フランス合作のオムニバス映画である。参加監督は、マリオ・モニチェリ、フェデリコ・フェリーニ、ルキノ・ヴィスコンティ、ヴィットリオ・デ・シーカの4人。デ・シーカ監督の『自転車泥棒』で知られるチェーザレ・ザヴァッティーニの発案による艶笑コメディ、いわゆる「イタリア式コメディ」である。

## 概要
4篇からなるこのアンソロジーは、それぞれを1人の映画監督が演出し、どの作品もが現代のモラルと愛の異なる側面についてを扱い、『デカメロン』で知られる14世紀の詩人ボッカチオのスタイルをとった。
ただし、ほとんどの国では150分前後の「3篇構成」で公開され、モニチェリ監督による第1話は、イタリアの配給会社チネリッツの社内に存在するだけであった。モニチェリや他の3人の監督達は、配給側の政策に抗議し、第15回カンヌ国際映画祭の作品プレゼンテーションへの不参加を表明した。
後に日本で発売されたビデオ版、1998年の劇場公開版では4篇そろった完全版であった。
ポストモダン作家として知られるイタロ・カルヴィーノが、問題の第1話の脚本の共同執筆に参加している。当時カルヴィーノはローマに在住しており、数年後パリに隠遁した。発案者のザヴァッティーニは、単独で第4話の脚本を執筆した。

## 各話詳細
オリジナルな4篇は以下の通り。
第1話 レンツォとルチアーナ Renzo e Luciana　
- 監督・脚本：マリオ・モニチェリ
- 共同脚本：ジョヴァンニ・アルピーノ、イタロ・カルヴィーノ、スーゾ・チェッキ・ダミーコ
- 撮影：アルマンド・ナンヌッツィ
- 音楽：ピエロ・ウミリアーニ
- 主演：マリサ・ソリナス、ジェルマーノ・ジリオーリ

第2話 アントニオ博士の誘惑 Le tentazioni del dottor Antonio　
- 監督・脚本：フェデリコ・フェリーニ
- 共同脚本：エンニオ・フライアーノ、ゴッフレード・パリーゼ、トゥリオ・ピネリ、ブルネロ・ロンディ
- 撮影：オテッロ・マルテッリ
- 音楽：ニーノ・ロータ
- 主演：ペッピーノ・デ・フィリッポ、アニタ・エクバーグ

第3話 仕事中 Il lavoro　
- 監督・脚本：ルキノ・ヴィスコンティ
- 共同脚本：スーゾ・チェッキ・ダミーコ
- 撮影：ジュゼッペ・ロトゥンノ
- 音楽：ニーノ・ロータ
- 主演：ロミー・シュナイダー、トーマス・ミリアン、パオロ・ストッパ

第4話 くじ引き La riffa　
- 監督：ヴィットリオ・デ・シーカ
- 脚本：チェーザレ・ザヴァッティーニ
- 撮影：オテッロ・マルテッリ
- 音楽：アルマンド・トロヴァヨーリ
- 主演：ソフィア・ローレン

※日本語吹替
- 水城蘭子、早野寿郎、富永美沙子、広川太一郎他
- 初回放送1969年12月8日『月曜ロードショー』